# Stridsområde

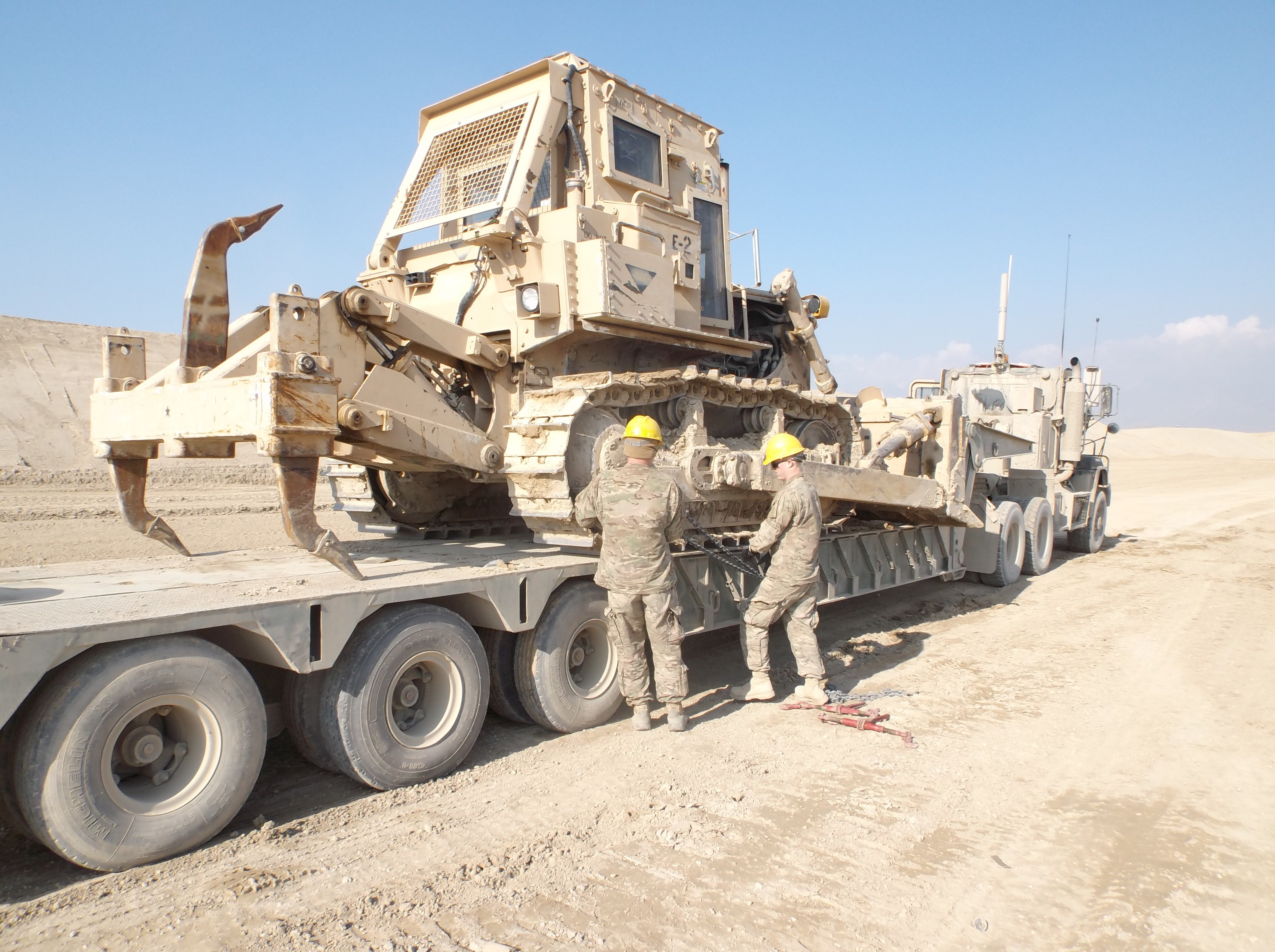
Stridsområde i Afghanistan.

Stridsområde är benämningen på ett avgränsat område eller region, där kriget och krigshandlingar pågår eller har pågått.